# ChromeOS
ChromeOS es un sistema operativo basado en Linux diseñado por Google. Es un derivado del proyecto de código abierto Chromium OS y usa el navegador web Google Chrome como interfaz de usuario.
Google anunció el proyecto el 7 de julio de 2009, describiéndolo inicialmente como un sistema operativo donde las aplicaciones y los datos de los usuarios residirían en la nube. ChromeOS se utilizó principalmente para ejecutar aplicaciones web.
Todas las versiones de ChromiumOS y ChromeOS admiten aplicaciones web progresivas (como Google Docs o Microsoft Office 365), así como extensiones de navegador web (que pueden parecerse a las aplicaciones nativas). ChromeOS (pero no ChromiumOS) a partir de 2016 también puede ejecutar aplicaciones de Android desde Play Store. Desde 2018, ChromiumOS/ChromeOS versión 69 en adelante también admiten aplicaciones Linux, que se ejecutan en una máquina virtual liviana con un entorno Debian Linux.
El sistema operativo ahora rara vez se evalúa aparte del hardware que lo ejecuta.

## Historia
Para determinar los requisitos de marketing, los desarrolladores se basaron en métricas informales, incluida la supervisión de los patrones de uso de unas 200 máquinas utilizadas por los empleados de Google. Los desarrolladores también observaron sus propias pautas de uso.
ChromeOS se diseñó inicialmente para dispositivos secundarios, como netbooks, y no como la PC principal del usuario, Google ha solicitado que sus socios de hardware utilicen unidades de estado sólido "por motivos de rendimiento y confiabilidad" así como los requisitos de menor capacidad inherentes a un sistema operativo que accede a las aplicaciones y a la mayoría de los datos de los usuarios en servidores remotos. En noviembre de 2009, Matthew Papakipos, director de ingeniería de ChromeOS, anunció que ChromeOS solo admitiría almacenamiento de estado sólido (es decir, no discos duros mecánicos) y señaló que ChromeOS solo requería una sesentaavo del espacio en disco que Windows 7. Diez años después, en 2019, las imágenes de recuperación proporcionadas por Google para ChromeOS todavía tenían entre 1 y 3 GB de tamaño.
El 19 de noviembre de 2009, Google lanzó el código fuente de ChromeOS como proyecto Chromium OS. En una conferencia de prensa del 19 de noviembre de 2009, Sundar Pichai, en ese momento el vicepresidente de Google que supervisaba Chrome, demostró una versión anterior del sistema operativo. Obtuvo una vista previa de un escritorio que se parecía mucho al navegador Chrome de escritorio y, además de las pestañas normales del navegador, también tenía pestañas de aplicaciones, que ocupan menos espacio y se pueden anclar para facilitar el acceso. En la conferencia, el sistema operativo arrancó en siete segundos, un tiempo que Google dijo que trabajaría para reducir. Además, Chris Kenyon, vicepresidente de servicios de OEM en Canonical Ltd, anunció que Canonical estaba bajo contrato para contribuir con recursos de ingeniería al proyecto con la intención de aprovechar los componentes y herramientas de código abierto existentes donde fuera factible.
Canonical fue uno de los primeros socios de ingeniería en el proyecto, e inicialmente ChromiumOS solo podía construirse en un sistema Ubuntu. En febrero de 2010, el equipo de desarrollo de ChromiumOS cambió a Gentoo Linux porque el sistema de gestión de paquetes de Gentoo, Portage, era más flexible. El entorno de compilación de ChromiumOS ya no está restringido a ninguna distribución en particular, pero las guías de instalación y de inicio rápido usan la sintaxis apt de Debian (y, por lo tanto, también de Ubuntu).

### Primeros Chromebooks (2010)
En 2010, Google lanzó el Chromebook Cr-48 sin marca en un programa piloto. La fecha de lanzamiento del hardware minorista con ChromeOS se retrasó desde finales de 2010 hasta el próximo año.
El 11 de mayo de 2011, Google anunció dos Chromebooks de Acer y Samsung en Google I/O. El modelo Samsung se lanzó el 15 de junio de 2011 y el modelo Acer a mediados de julio. En agosto de 2011, Netflix anunció el soporte oficial para ChromeOS a través de su servicio de transmisión, lo que permite que las Chromebooks vean películas y programas de TV a través de Netflix. En ese momento, otros dispositivos tenían que usar Microsoft Silverlight para reproducir videos de Netflix. Más tarde, ese mismo mes, Citrix lanzó una aplicación cliente para ChromeOS, que permitía a los Chromebook acceder a las aplicaciones y escritorios de Windows de forma remota. Dublin City University se convirtió en la primera institución educativa de Europa en ofrecer Chromebooks a sus estudiantes cuando anunció un acuerdo con Google en septiembre de 2011.

### Expansión (2012)

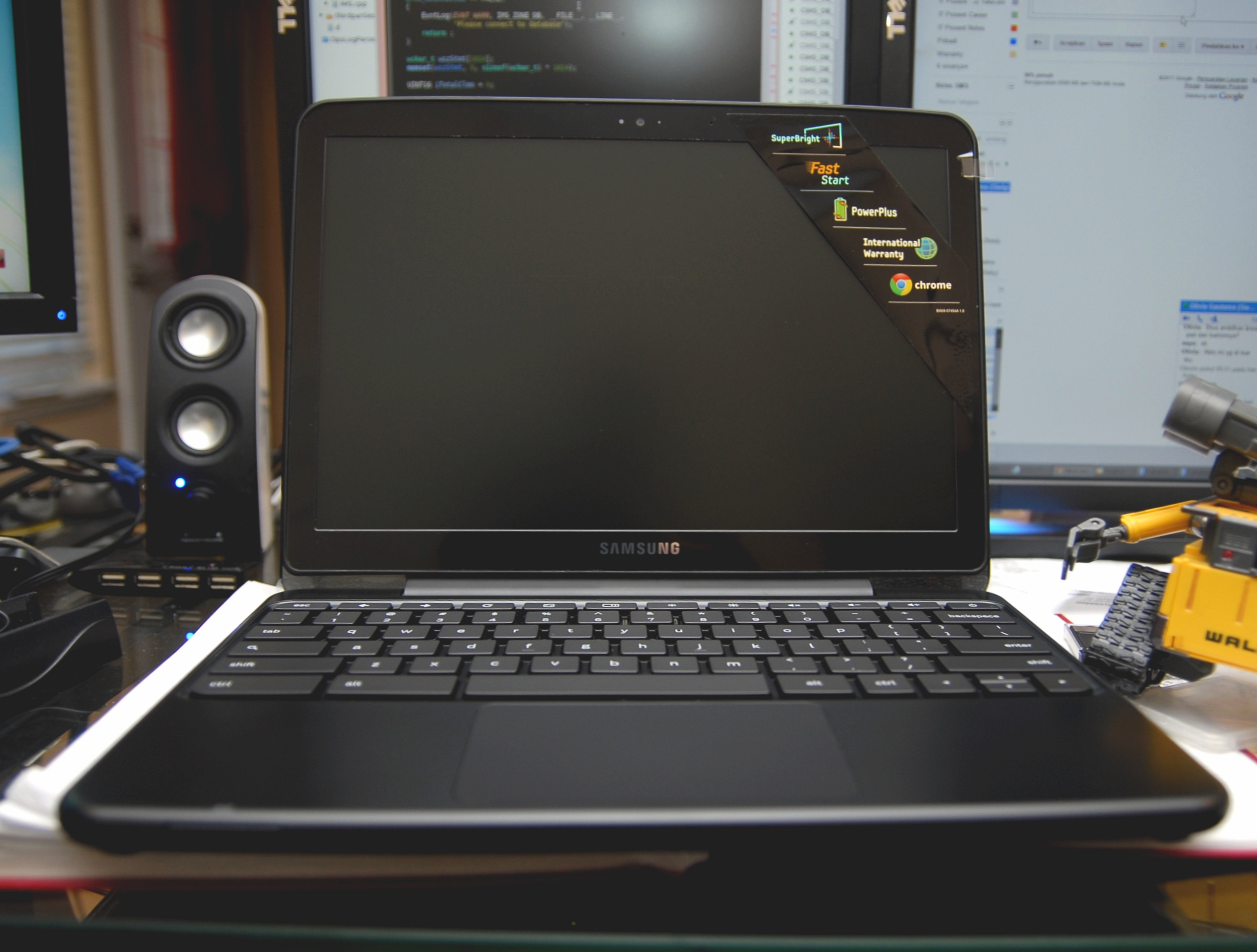
Samsung Chromebook

En 2012, la demanda de Chromebooks había comenzado a crecer y Google anunció una nueva gama de dispositivos diseñados y fabricados por Samsung. Al hacerlo, también lanzaron el primer Chromebox, el Samsung Series 3, que fue la entrada de ChromeOS al mundo de las computadoras de escritorio. Aunque eran más rápidos que la gama anterior de dispositivos, todavía tenían poca potencia en comparación con otras computadoras de escritorio y portátiles de la época, y se ajustaban más al mercado de las netbooks. Solo unos meses después, en octubre, Samsung y Google lanzaron un nuevo Chromebook a un precio significativamente más bajo (250 $ , en comparación con los 450 $  de los Chromebooks Serie 5 anteriores). Fue el primer Chromebook en usar un procesador ARM, uno de la línea Exynos de Samsung. Para reducir el precio, Google y Samsung también redujeron la memoria y la resolución de pantalla del dispositivo. Sin embargo, una ventaja de usar el procesador ARM era que el Chromebook no requería un ventilador. Acer le siguió rápidamente con el C7 Chromebook, con un precio aún más bajo (199 $ dólares), pero que contenía un procesador Intel Celeron. Una forma notable en que Acer redujo el costo del C7 fue usar un disco duro de computadora portátil en lugar de una unidad de estado sólido.
En abril de 2012, Google realizó la primera actualización de la interfaz de usuario de ChromeOS desde que se lanzó el sistema operativo, presentando un administrador de ventanas acelerado por hardware llamado "Aura" junto con una barra de tareas convencional. Las adiciones marcaron una desviación del concepto original del sistema operativo de un solo navegador con pestañas y le dieron a ChromeOS la apariencia de un sistema operativo de escritorio más convencional. "En cierto modo, esto casi se siente como si Google estuviera admitiendo la derrota aquí", escribió Frederic Lardinois en TechCrunch. Argumentó que Google había cambiado su versión original de simplicidad por una mayor funcionalidad. "Sin embargo, eso no es necesariamente algo malo, y puede ayudar a que ChromeOS obtenga una mayor aceptación general, ya que los nuevos usuarios seguramente encontrarán que es una experiencia más familiar". Lenovo y HP siguieron a Samsung y Acer en la fabricación de Chromebooks a principios de 2013. con sus propios modelos. Lenovo apuntó específicamente su Chromebook a los estudiantes, encabezando su comunicado de prensa con "Lenovo presenta los Chromebook ThinkPad, resistentes para las escuelas".
Cuando Google lanzó Google Drive, también incluyó la integración de Drive en la versión 20 de ChromeOS, lanzada en julio de 2012. Si bien ChromeOS admitía Flash desde 2010, a fines de 2012 se había aislado por completo, lo que evitaba que los problemas con Flash afectaran a otras partes de ChromeOS. Esto afectó a todas las versiones de Chrome, incluido ChromeOS.

### Chromebook Píxel (2013)

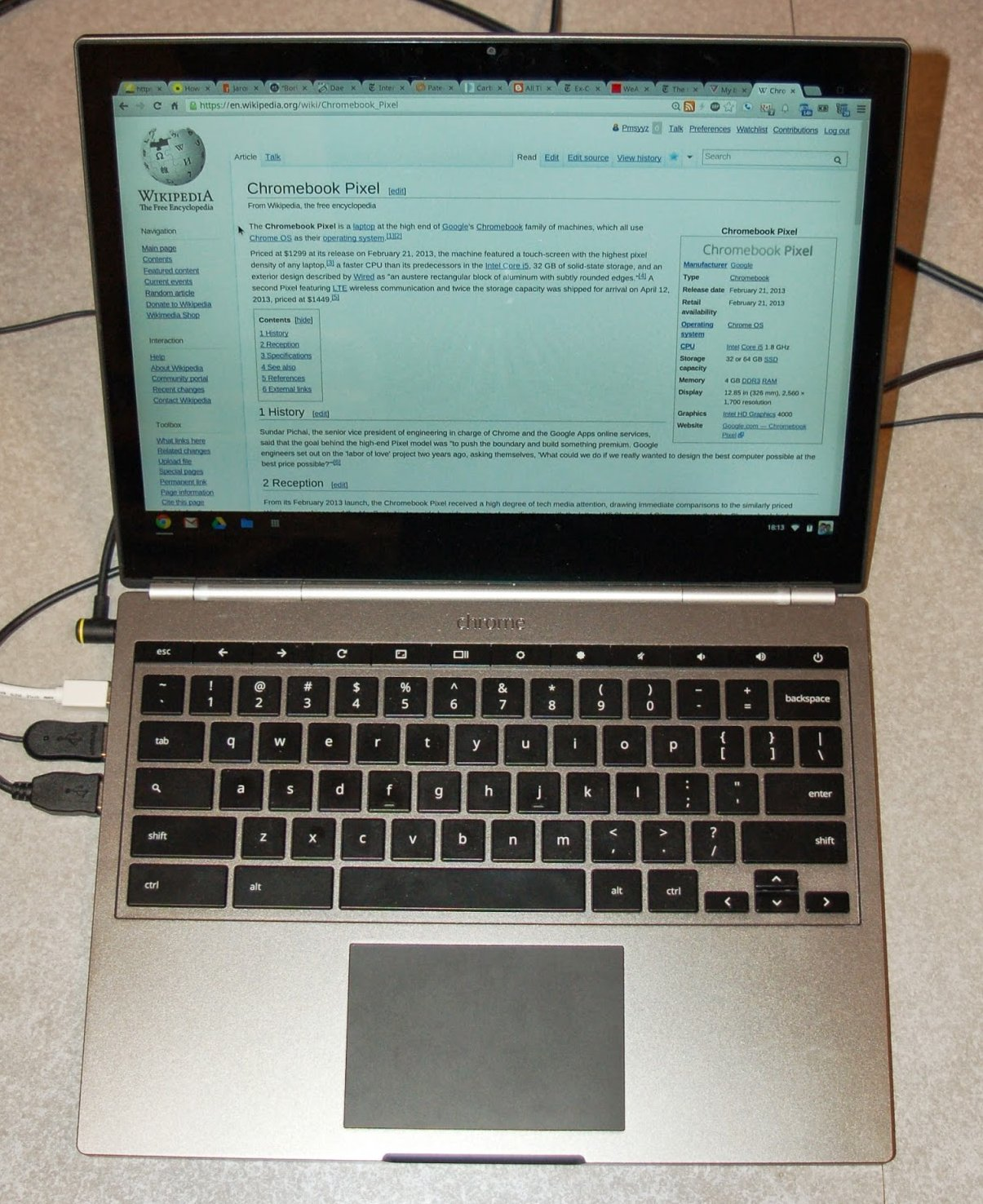
Imagen de un Chromebook Pixel con la Wikipedia abierta en un artículo que habla del Chromebook Pixel que seguramente tendrá esta misma imagen...

Hasta 2013, Google nunca había creado su propio dispositivo ChromeOS. En cambio, los dispositivos ChromeOS eran mucho más similares a su línea Nexus de teléfonos Android, con cada dispositivo ChromeOS diseñado, fabricado y comercializado por terceros, pero con Google controlando el software. Sin embargo, en febrero de 2013 esto cambió cuando Google lanzó el Chromebook Pixel. El Chromebook Pixel era totalmente diferente a los dispositivos anteriores. No solo tenía la marca Google en su totalidad, sino que contenía un procesador Intel i5, una pantalla táctil de alta resolución (2560×1700) y tenía un precio más competitivo que las computadoras portátiles comerciales.

### De un futuro incierto (2013) a un crecimiento masivo (2020)
A fines de 2013, los analistas estaban indecisos sobre el futuro de ChromeOS. Aunque hubo artículos que predijeron la desaparición de ChromeOS desde 2009. Las ventas de dispositivos ChromeOS continuaron aumentando sustancialmente año tras año. A mediados de 2014, la revista Time publicó un artículo titulado "Dependiendo de quién está contando, los Chromebook son un gran éxito o totalmente irrelevantes", que detallaba las diferencias de opinión. Esta incertidumbre fue impulsada aún más por el anuncio de Intel de Chromebooks, Chromeboxes y una oferta todo en uno de LG llamada Chromebase.
Aprovechando la oportunidad creada por el final de la vida útil de Windows XP, Google hizo un gran esfuerzo para vender Chromebooks a las empresas y ofreció importantes descuentos a principios de 2014.
Los dispositivos ChromeOS vendieron más que las Macs de Apple en todo el mundo durante el año 2020.

### Competencia de Pwnium
En marzo de 2014, Google organizó un concurso de hacking dirigido a expertos en seguridad informática llamado "Pwnium". Al igual que en el concurso Pwn2Own, invitaron a hackers informáticos de todo el mundo a encontrar exploits en ChromeOS, con premios disponibles para los participantes. Allí se demostraron dos vulnerabilidades y una tercera se demostró en la competencia Pwn2Own de ese año. Google solucionó los problemas en una semana.

### Material Design y App Runtime para Chrome
Aunque Google Native Client ha estado disponible en ChromeOS desde 2010, originalmente había pocas aplicaciones de Native Client disponibles y la mayoría de las aplicaciones de ChromeOS seguían siendo aplicaciones web. Sin embargo, en junio de 2014, Google anunció en Google I/O que ChromeOS se sincronizaría con teléfonos Android para compartir notificaciones y comenzaría a ejecutar aplicaciones de Android, instaladas directamente desde Google Play. Esto, junto con la selección cada vez mayor de Chromebooks, proporcionó un futuro interesante para ChromeOS.
Al mismo tiempo, Google también se movía hacia el entonces nuevo lenguaje de diseño Material Design para sus productos, que incorporaría a sus productos web, así como a Android Lollipop. Uno de los primeros elementos de Material Design que llegó a Chrome OS fue un nuevo fondo de pantalla predeterminado, aunque Google lanzó algunas capturas de pantalla de un experimento de Material Design para ChromeOS que nunca llegó a la versión estable.

## Características

### Funcionalidad para pequeñas y medianas empresas y Enterprise

#### Chrome Enterprise
Chrome Enterprise, lanzado en 2017, incluye ChromeOS, el navegador Chrome, los dispositivos Chrome y sus capacidades de administración diseñadas para uso comercial. Las empresas pueden acceder a las funciones estándar de Chrome OS y desbloquear funciones avanzadas para empresas con Chrome Enterprise Upgrade. Las funciones estándar incluyen la capacidad de sincronizar marcadores y extensiones de navegador entre dispositivos, impresión nativa o en la nube, seguridad multicapa, escritorio remoto y actualizaciones automáticas. Las funciones avanzadas incluyen la integración de Active Directory, la administración unificada de terminales, la protección de seguridad avanzada, el acceso a las políticas de dispositivos y la consola de administración de Google, el Modo Invitado, el modo de quiosco y las aplicaciones de terceros administradas en Google Play en la lista blanca o negra.
El sector de la educación fue uno de los primeros en adoptar Chromebooks, ChromeOS y la computación basada en la nube. Los Chromebook se utilizan ampliamente en las aulas y las ventajas de los sistemas basados en la nube también han ganado una mayor participación de mercado en otros sectores, incluidos los servicios financieros, la atención médica y el comercio minorista. "La popularidad de la computación en la nube y los servicios basados en la nube resalta el grado en que las empresas y los procesos comerciales se han vuelto tanto dependientes como habilitados para Internet". Los administradores de TI citan una serie de ventajas de la nube que han motivado el cambio. Entre ellos se encuentran la seguridad avanzada, porque los datos no están físicamente en una sola máquina que pueda perderse o ser robada. La implementación y gestión de soluciones nativas de dispositivos basado en la nube es más fácil porque no se necesitan actualizaciones de hardware y software ni actualizaciones de definición de virus y la aplicación de parches al sistema operativo y las actualizaciones de software son más sencillas. La gestión simplificada y centralizada reduce los costes operativos.
Los empleados pueden acceder de forma segura a los archivos y trabajar en cualquier máquina, lo que aumenta la compartibilidad de los dispositivos Chrome. El programa Grab and Go de Google con Chrome Enterprise permite a las empresas implementar Chromebooks para proporcionar a los empleados acceso a un banco de computadoras completamente cargadas que se pueden retirar y devolver después de un tiempo.

#### De Chromebooks a Chromebox y Chromebase
En un intento inicial de expandir sus ofertas empresariales, Google lanzó Chromebox para reuniones en febrero de 2014. Chromebox para reuniones es un kit para salas de conferencias que contiene un Chromebox, una cámara, una unidad que contiene un micrófono y parlantes con cancelación de ruido, y un control remoto. control. Admite reuniones de Google Hangouts, videoconferencias de Vidyo y conferencias telefónicas de UberConference.
Varios socios anunciaron modelos de Chromebox para reuniones con Google y, en 2016, Google anunció un Chromebase para reuniones todo en uno para salas de reuniones más pequeñas. Google apuntó al mercado de hardware de consumo con el lanzamiento de Chromebook en 2011 y Chromebook Pixel en 2013, y buscó acceso al mercado empresarial con el lanzamiento de Pixelbook en 2017. El Pixelbook de segunda generación se lanzó en 2019. y en 2021, hay varios proveedores que venden dispositivos Chromebase todo en uno.

#### Respuesta empresarial a los dispositivos Chrome
Google se ha asociado en dispositivos Chrome con varios OEM líderes, incluidos Acer, ASUS, Dell, HP, Lenovo y Samsung. En agosto de 2019, Dell anunció que dos de sus populares portátiles empresariales ejecutarían Chrome OS y vendrían con Chrome Enterprise Upgrade. El Chromebook Enterprise 2 en 1 Latitude 5300 y el Chromebook Enterprise Latitude 5400 fueron el resultado de una asociación de dos años entre Dell y Google. Las máquinas vienen con un paquete de servicios de soporte basados en la nube de Dell que permitiría a los administradores de TI de la empresa implementarlos en entornos que también dependen de Windows. La nueva línea de portátiles "ofrece el sistema operativo Chrome OS del gigante de las búsquedas en una forma adaptada a las organizaciones preocupadas por la seguridad". Otros OEM que han lanzado dispositivos con Chrome Enterprise Upgrade incluyen Acer y HP.
Con una gama más amplia de hardware disponible, ChromeOS se convirtió en una opción para las empresas que deseaban evitar una migración a Windows 10 antes de que Microsoft suspendiera el soporte de Windows .

## Hardware

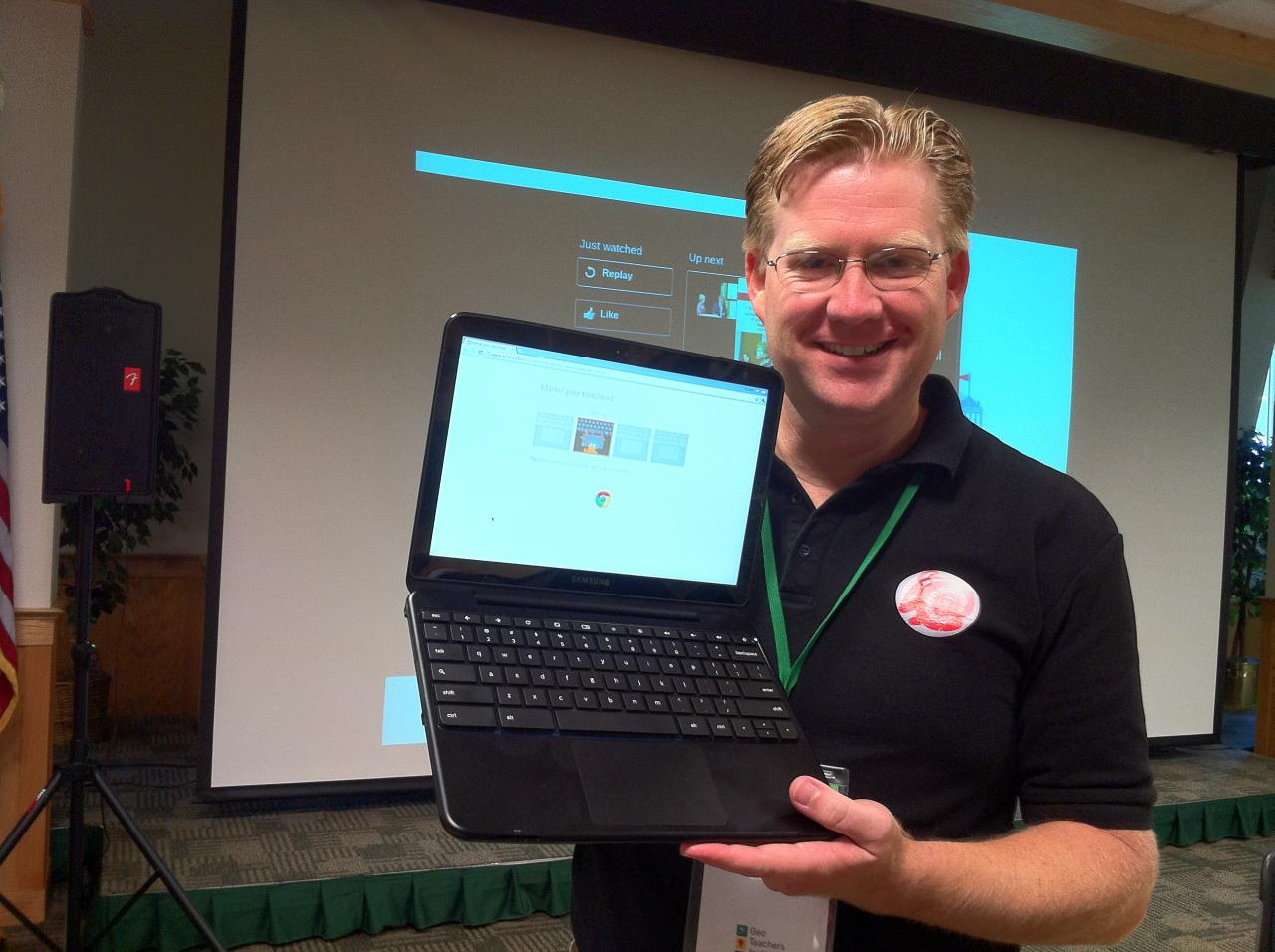
Un Chromebook

Las computadoras portátiles que ejecutan ChromeOS se conocen mayormente como "Chromebooks". El primero fue el CR-48, un diseño de hardware de referencia que Google entregó a evaluadores y revisores a partir de diciembre del 2010. Las máquinas minoristas siguieron en mayo de 2011. Un año después, en mayo de 2012, se lanzó un diseño de escritorio comercializado como " Chromebox". por Samsung. En marzo de 2015 se anunció una asociación con AOPEN y se desarrolló el primer Chromebox comercial.
A principios de 2014, LG Electronics presentó el primer dispositivo perteneciente al nuevo factor de forma todo en uno denominado "Chromebase". Los dispositivos Chromebase son esencialmente hardware Chromebox dentro de un monitor con cámara, micrófono y altavoces integrados.
El Chromebit es un dongle HDMI que ejecuta ChromeOS. Cuando se coloca en una ranura HDMI en un televisor o monitor de computadora, el dispositivo convierte esa pantalla en una computadora personal . El primer dispositivo, anunciado en marzo de 2015, fue una unidad Asus que se envió ese noviembre y que llegó al final de su vida útil en noviembre de 2020.
Las tabletas Chromebook fueron presentadas en marzo de 2018 por Acer con su Chromebook Tab 10. Diseñado para competir con el iPad de Apple, tenía un tamaño y resolución de pantalla idénticos y otras especificaciones similares, una adición notable fue un lápiz óptico de la marca Wacom que no requiere un batería o carga.
ChromeOS admite configuraciones de monitores múltiples, en dispositivos con un puerto de salida de video, USB 3.0 o USB-C, siendo preferible este último.
El 16 de febrero de 2022, Google anunció una versión de desarrollo de ChromeOS Flex, una distribución de ChromeOS que se puede instalar en hardware de PC convencional para reemplazar otros sistemas operativos como Windows y macOS. Es similar a CloudReady, una distribución de ChromiumOS cuyos desarrolladores fueron adquiridos por Google en 2020.

## Software
El software y las actualizaciones están limitados en su vida útil de soporte. Cada modelo de dispositivo fabricado para ejecutar ChromeOS tiene una fecha de fin de vida diferente, y se garantiza que todos los dispositivos nuevos lanzados a partir de 2020 recibirán un mínimo de ocho años a partir de su fecha de lanzamiento inicial.
A partir de la versión 78, la fecha de finalización de la vida útil del dispositivo para las actualizaciones de software aparece en "Acerca de ChromeOS" - "Detalles adicionales".

## Aplicaciones
Inicialmente, ChromeOS era un sistema operativo puro de cliente ligero que dependía principalmente de servidores para alojar aplicaciones web y el almacenamiento de datos relacionado. Google gradualmente comenzó a animar a los desarrolladores a crear "aplicaciones empaquetadas" y, más tarde, Chrome Apps empleando HTML5, CSS, Adobe Shockwave y JavaScript para proporcionar una experiencia de usuario más cercana a una aplicación nativa.
En septiembre de 2014, Google lanzó App Runtime para Chrome (beta), que permitió que ciertas aplicaciones de Android portadas  se ejecutaran en ChromeOS. Runtime se lanzó con cuatro aplicaciones de Android: Duolingo, Evernote, Sight Words y Vine. En 2016, Google hizo que Google Play estuviera disponible para ChromeOS, lo que hizo que la mayoría de las aplicaciones de Android estuvieran disponibles para dispositivos ChromeOS compatibles.
En 2018, Google anunció planes para la compatibilidad con ChromeOS para aplicaciones de escritorio de Linux. Esta capacidad se lanzó al canal estable (como una opción para la mayoría de las máquinas) con Chrome 69 en octubre de 2018, pero aún estaba marcada como beta. Esta función se lanzó oficialmente con Chrome 91.
Actualmente se pueden instalar aplicaciones desde la Play Store, que viene con el dispositivo y extensiones para el navegador Chrome desde la Chrome Web Store.

### Aplicaciones de Chrome
Desde 2013 hasta enero de 2020, Google alentó a los desarrolladores a crear no solo aplicaciones web convencionales para Chrome OS, sino también aplicaciones de Chrome (anteriormente conocidas como aplicaciones empaquetadas). En enero de 2020, el equipo de Chrome de Google anunció su intención de eliminar gradualmente el soporte para las aplicaciones de Chrome a favor de las " aplicaciones web progresivas " (PWA) y las extensiones de Chrome. En marzo de 2020, Google dejó de aceptar nuevas aplicaciones públicas de Chrome para la tienda web. Según Google, la compatibilidad general con las aplicaciones de Chrome en ChromeOS permanecerá habilitada, sin necesidad de configurar ninguna política, hasta junio de 2022.
Desde la perspectiva del usuario, las aplicaciones de Chrome se parecen a las aplicaciones nativas convencionales: se pueden iniciar fuera del navegador Chrome, están fuera de línea de manera predeterminada, pueden administrar varias ventanas e interactuar con otras aplicaciones.

#### Reproductor multimedia integrado y un administrador de archivos
Google integró un reproductor multimedia tanto en ChromeOS como en el navegador Chrome, lo que permite a los usuarios reproducir archivos MP3, ver archivos JPEG y manejar otros archivos multimedia sin conectividad. La integración también admite vídeos DRM.
ChromeOS también incluye un administrador de archivos integrado, similar a los que se encuentran en otros sistemas operativos, con la capacidad de mostrar directorios y los archivos que contienen tanto de Google Drive como del almacenamiento local, así como para obtener una vista previa y administrar el contenido de los archivos usando una variedad de aplicaciones web, incluidos Google Docs y Box. Desde enero de 2015, Chrome OS también puede integrar fuentes de almacenamiento adicionales en el administrador de archivos, basándose en extensiones instaladas que usan la API del proveedor del sistema de archivos.

#### Acceso remoto a aplicaciones y acceso a escritorio virtual
En junio de 2010, el ingeniero de software de Google, Gary Kačmarčík, escribió que ChromeOS accedería a aplicaciones remotas a través de una tecnología extraoficialmente llamada "Chromoting", que se parecería a la conexión de escritorio remoto de Microsoft. Desde entonces, el nombre se cambió a "Escritorio remoto de Chrome", y es como "ejecutar una aplicación a través de Servicios de escritorio remoto o conectándose primero a una máquina host mediante RDP o VNC". Los lanzamientos iniciales de computadoras portátiles ChromeOS (Chromebooks) indican un interés en permitir que los usuarios accedan a escritorios virtuales.

### Aplicaciones de Android
En Google I/O 2014, se presentó una prueba de concepto que mostraba aplicaciones de Android, incluido Flipboard, que se ejecutan en ChromeOS. En septiembre de 2014, Google presentó una versión beta de App Runtime for Chrome (ARC), que permite usar aplicaciones de Android seleccionadas en ChromeOS, utilizando un entorno basado en Native Client que proporciona las plataformas necesarias para ejecutar el software de Android. Las aplicaciones de Android no requieren ninguna modificación para ejecutarse en ChromeOS, pero pueden modificarse para admitir mejor un entorno de mouse y teclado. En su presentación, la compatibilidad con ChromeOS solo estaba disponible para aplicaciones de Android seleccionadas.
En 2016, Google introdujo la capacidad de ejecutar aplicaciones de Android en dispositivos ChromeOS compatibles, con acceso a Google Play en su totalidad. La solución anterior basada en Native Client se descartó en favor de un contenedor que contiene los marcos de trabajo y las dependencias de Android (inicialmente basado en Android Marshmallow ), que permite que las aplicaciones de Android tengan acceso directo a la plataforma ChromeOS y permite que el sistema operativo interactúe con los contratos de Android como como compartir. El director de ingeniería, Zelidrag Hornung, explicó que ARC se había descartado debido a sus limitaciones, incluida su incompatibilidad con el kit de herramientas de desarrollo nativo de Android (NDK), y que no pudo pasar el conjunto de pruebas de compatibilidad de Google.

### Aplicaciones de Linux
Todos los Chromebook fabricados desde 2018 y muchos modelos anteriores pueden ejecutar aplicaciones de Linux. Al igual que con las aplicaciones de Android, estas aplicaciones se pueden instalar y ejecutar junto con otras aplicaciones. Google mantiene una lista de dispositivos que se lanzaron antes de 2019 y que admiten aplicaciones de Linux.
Desde 2013, es posible ejecutar aplicaciones de Linux en ChromeOS mediante el uso de Crouton, un conjunto de scripts de terceros que permite el acceso a una distribución de Linux como Ubuntu. Sin embargo, en 2018, Google anunció que las aplicaciones de escritorio de Linux llegarían oficialmente a ChromeOS. El principal beneficio reclamado por Google de su soporte oficial de aplicaciones de Linux es que puede ejecutarse sin habilitar el modo de desarrollador, manteniendo muchas de las funciones de seguridad de ChromeOS. Se notó en el código fuente de ChromiumOS a principios de 2018. Las primeras partes de Crostini estuvieron disponibles para Google Pixelbook a través del canal de desarrollo en febrero de 2018 como parte de la versión 66 de ChromeOS, y se habilitó de forma predeterminada a través del canal beta para realizar pruebas en una variedad de Chromebooks en agosto de 2018 con la versión 69.

#### Arquitectura
El proyecto de Google para admitir aplicaciones de Linux en ChromeOS se llama Crostini, llamado así por el iniciador italiano basado en pan, y como un juego de palabras con Crouton. Crostini ejecuta una máquina virtual a través de un monitor de máquina virtual llamado crosvm, que utiliza la herramienta de virtualización KVM integrada de Linux. Aunque crosvm admite múltiples máquinas virtuales, la que se usa para ejecutar aplicaciones de Linux, Termina, contiene un kernel básico de Chrome OS basado en Gentoo y utilidades de usuario, en las que ejecuta contenedores basados en LXD.

## Arquitectura
ChromeOS está construido sobre el kernel Linux. Originalmente basado en Ubuntu, su base se cambió a Gentoo Linux en febrero de 2010. Para el Proyecto Crostini, a partir de ChromeOS 80, Debian 10 (Buster) es la imagen base del contenedor predeterminado. En documentos de diseño preliminares para ChromiumOS abiertos -proyecto de origen, Google describió una arquitectura de tres niveles: firmware, navegador y administrador de ventanas, y software a nivel de sistema y servicios de usuario.
- El firmware contribuye a acelerar el tiempo de arranque al no buscar hardware, como unidades de disquete, que ya no son comunes en las computadoras, especialmente en las netbooks. El firmware también contribuye a la seguridad al verificar cada paso en el proceso de arranque e incorporar la recuperación del sistema.[127]
- El software a nivel del sistema incluye el kernel Linux que se ha parcheado para mejorar el rendimiento del arranque. El software de Userland se ha reducido a lo esencial, con la gestión de Upstart, que puede iniciar servicios en paralelo, volver a generar trabajos bloqueados y diferir servicios en aras de un arranque más rápido.[127]
- El administrador de ventanas maneja la interacción del usuario con múltiples ventanas de clientes (al igual que otros administradores de ventanas X).[127]

### Seguridad
En marzo de 2010, el ingeniero de seguridad de software de Google, Will Drewry, habló sobre la seguridad de ChromeOS. Drewry describió ChromeOS como un sistema operativo "reforzado" que cuenta con funciones de sandbox y actualización automática que reducirían la exposición al malware. Dijo que las netbooks con ChromeOS se enviarían con el Módulo de plataforma segura (TPM) e incluirían una "ruta de arranque confiable" y un interruptor físico debajo del compartimiento de la batería que activa un "modo de desarrollador". Ese modo elimina algunas funciones de seguridad especializadas pero aumenta la flexibilidad del desarrollador. Drewry también enfatizó que la naturaleza de código abierto del sistema operativo contribuiría en gran medida a su seguridad al permitir comentarios constantes de los desarrolladores.
En una conferencia de prensa de diciembre de 2010, Google declaró que ChromeOS sería el sistema operativo de consumo más seguro debido en parte a una capacidad de arranque verificada, en la que el código de arranque inicial, almacenado en la memoria de solo lectura, verifica si hay compromisos del sistema. En los siguientes nueve años, ChromeOS se vio afectado por 55 fallas de seguridad documentadas de cualquier gravedad, en comparación con más de 1100 afectaron a Microsoft Windows 10 en los cinco años hasta finales de 2019 y más de 2200 que afectaron a Apple OS X en 20 años.

### Acceso Shell
ChromeOS incluye Chrome Shell, o "crosh", que documenta una funcionalidad mínima, como hacer ping al inicio de crosh. Este menú se puede abrir con el comando Ctrl+Alt+t. 

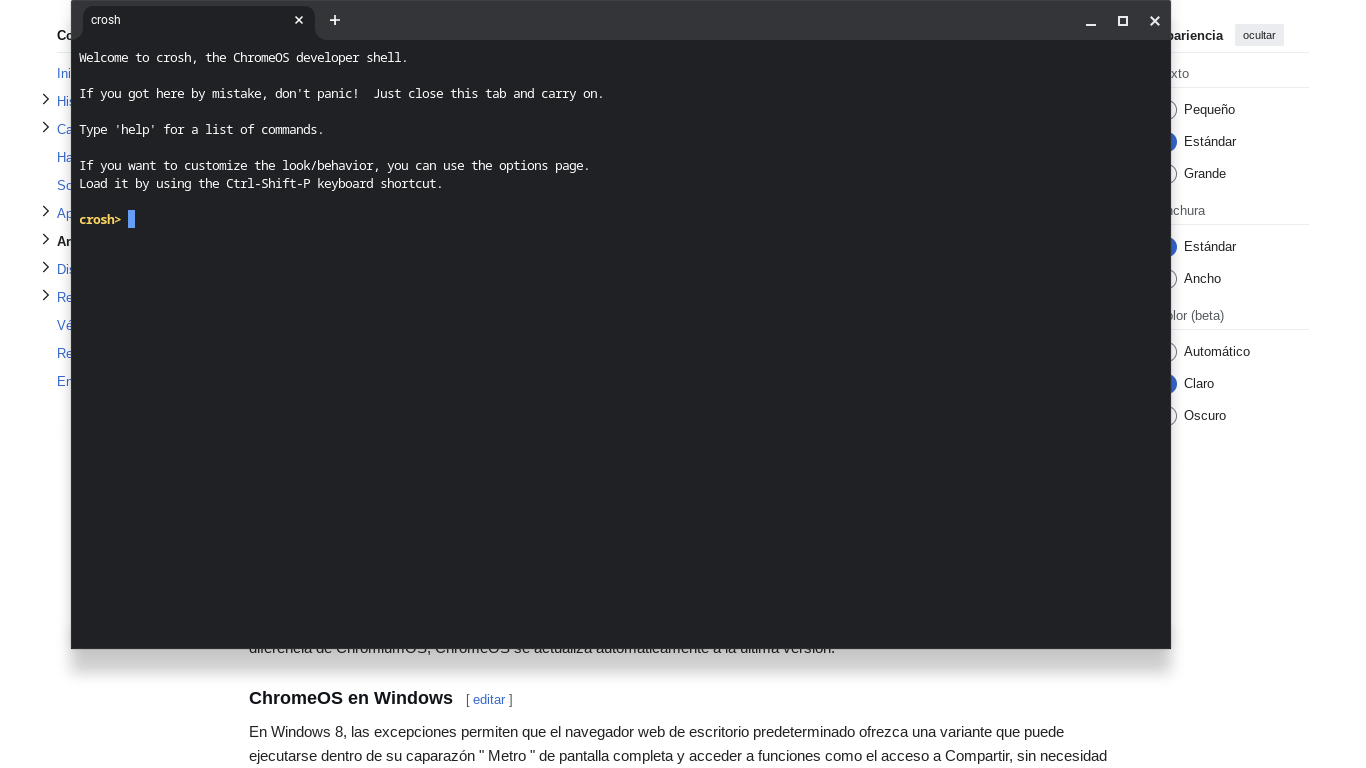
Captura de pantalla del menú de crosh de ChromeOS con la página de Wikipedia ChromeOS.

En el modo de desarrollador, se puede abrir un shell bash con todas las funciones (que se supone que se usa con fines de desarrollo) a través de VT -2, y también se puede acceder a él mediante el comando crosh shell. Para acceder a todos los privilegios en shell (por ejemplo, sudo ) se solicita una contraseña de root. Durante algún tiempo, el valor predeterminado era "chronos" en ChromeOS y "facepunch" en ChromeOS Vanilla y, más tarde, el valor predeterminado estaba vacío y se mostraban instrucciones para actualizarlo en cada inicio de sesión.

#### Código abierto
ChromeOS está parcialmente desarrollado bajo el proyecto Chromium OS de código abierto. Al igual que con otros proyectos de código abierto, los desarrolladores pueden modificar el código de ChromiumOS y crear sus propias versiones, mientras que el código de ChromeOS solo es compatible con Google y sus socios y solo se ejecuta en hardware diseñado para ese propósito. A diferencia de ChromiumOS, ChromeOS se actualiza automáticamente a la última versión.

### ChromeOS en Windows
En Windows 8, las excepciones permiten que el navegador web de escritorio predeterminado ofrezca una variante que puede ejecutarse dentro de su caparazón " Metro " de pantalla completa y acceder a funciones como el acceso a Compartir, sin necesidad de estar escrito necesariamente con Windows Runtime. El "modo Windows 8" de Chrome era anteriormente una versión optimizada para tabletas de la interfaz estándar de Chrome. En octubre de 2013, se cambió el modo en el canal Desarrollador para ofrecer una variante del escritorio de ChromeOS.

## Diseño
Al principio del proyecto, Google proporcionó públicamente muchos detalles de los objetivos y la dirección del diseño de ChromeOS, aunque la empresa no ha seguido con una descripción técnica del sistema operativo completo.

### Interfaz de usuario
Los objetivos de diseño para la interfaz de usuario de ChromeOS incluyeron usar un espacio de pantalla mínimo mediante la combinación de aplicaciones y páginas web estándar en una sola tira de pestañas, en lugar de separarlas. Los diseñadores consideraron un esquema de administración de ventanas reducido que operaría solo en modo de pantalla completa. Las tareas secundarias se manejarían con "paneles": ventanas flotantes que se acoplan en la parte inferior de la pantalla para tareas como chat y reproductores de música. También se consideraron las pantallas divididas para ver dos piezas de contenido una al lado de la otra. ChromeOS seguiría la práctica del navegador Chrome de aprovechar los modos fuera de línea, el procesamiento en segundo plano y las notificaciones de HTML5. Los diseñadores propusieron usar la búsqueda y las pestañas ancladas como una forma de ubicar y acceder rápidamente a las aplicaciones.

#### Administrador de ventanas y motor de gráficos en la versión19
El 10 de abril de 2012, una nueva versión de ChromeOS ofreció una opción entre la interfaz de ventana de pantalla completa original y ventanas superpuestas y redimensionables, como las que se encuentran en Microsoft Windows y macOS de Apple. La función se implementó a través del administrador de ventanas Ash, que se ejecuta sobre el motor de gráficos acelerado por hardware Aura. La actualización de abril de 2012 también incluyó la capacidad de mostrar ventanas del navegador más pequeñas y superpuestas, cada una con sus propias pestañas translúcidas, pestañas del navegador que se pueden "romper" y arrastrar a nuevas posiciones o fusionar con otra tira de pestañas, y una lista de accesos directos habilitados para el mouse. en la parte inferior de la pantalla. Un icono en la barra de tareas muestra una lista de aplicaciones y marcadores instalados. Escribiendo en CNET, Stephen Shankland argumentó que con ventanas superpuestas, "Google se está anclando en el pasado", ya que tanto iOS como la interfaz Metro de Microsoft son en gran parte o en su totalidad a pantalla completa. Aun así, "ChromeOS ya es lo suficientemente diferente como para preservar cualquier familiaridad que pueda conservarse".

### Impresión
Google Cloud Print es un servicio de Google que ayuda a cualquier aplicación en cualquier dispositivo a imprimir en impresoras compatibles. Si bien la nube proporciona prácticamente cualquier dispositivo conectado con acceso a la información, la tarea de "desarrollar y mantener subsistemas de impresión para cada combinación de hardware y sistema operativo, desde computadoras de escritorio hasta netbooks y dispositivos móviles, simplemente no es factible". El servicio en la nube requiere la instalación de un software llamado proxy, como parte de ChromeOS. El proxy registra la impresora con el servicio, administra los trabajos de impresión, proporciona la funcionalidad del controlador de la impresora y brinda alertas de estado para cada trabajo.
En 2016, Google incluyó "Compatibilidad nativa con CUPS " en ChromeOS como una función experimental que eventualmente podría convertirse en una función oficial. Con la compatibilidad con CUPS activada, es posible utilizar la mayoría de las impresoras USB incluso si no son compatibles con Google Cloud Print.
Google anunció que Google Cloud Print ya no sería compatible después del 31 de diciembre de 2020 y que el servicio en línea no estaría disponible a partir del 1 de enero de 2021.

### Manejo de Links
ChromeOS fue diseñado para almacenar documentos y archivos de usuario en servidores remotos. Tanto ChromeOS como el navegador Chrome pueden presentar dificultades para los usuarios finales al manejar tipos de archivos específicos sin conexión; por ejemplo, al abrir una imagen o documento que reside en un dispositivo de almacenamiento local, puede no estar claro si y qué aplicación web específica debe abrirse automáticamente para su visualización, o el manejo debe ser realizado por una aplicación tradicional que actúe como una utilidad de vista previa. Matthew Papakipos, director de ingeniería de ChromeOS, señaló en 2010 que los desarrolladores de Windows se han enfrentado al mismo problema fundamental: "Quicktime está luchando con Windows Media Player, que está luchando con Chrome".

### Canales de lanzamiento y actualizaciones
ChromeOS usa el mismo sistema de lanzamiento que el navegador Google Chrome: hay tres canales distintos: Estable, Beta y Vista previa para desarrolladores (llamado el canal "Dev"). El canal estable se actualiza con funciones y correcciones que se probaron exhaustivamente en el canal Beta, y el canal Beta se actualiza aproximadamente una vez al mes con funciones estables y completas del canal Desarrollador. Las nuevas ideas se prueban en el canal Desarrollador, que a veces puede ser muy inestable. El desarrollador de Google Francois Beaufort y el hacker Kenny Strawn confirmaron la existencia de un cuarto canal "Canary", ingresando al shell de ChromeOS en modo desarrollador, escribiendo el shell de comando para acceder al shell bash y finalmente ingresando el comando update_engine_client -channel canary-channel -update. Es posible volver al modo de arranque verificado después de ingresar al canal canario, pero el actualizador de canales desaparece y la única forma de volver a otro canal es usando el restablecimiento de fábrica "powerwash".

## Recepción
En su debut, ChromeOS fue visto como un competidor de Microsoft, tanto directamente con Microsoft Windows como indirectamente con las aplicaciones de hojas de cálculo y procesamiento de textos de la compañía, esta última a través de la dependencia de ChromeOS en la computación en la nube. Pero el director de ingeniería de ChromeOS, Matthew Papakipos, argumentó que la funcionalidad de los dos sistemas operativos no se superpondría por completo porque ChromeOS está diseñado para netbooks, que carecen de la potencia informática para ejecutar un programa intensivo en recursos como Adobe Photoshop.
Algunos observadores afirmaron que otros sistemas operativos ya llenaban el nicho al que apuntaba ChromeOS, con la ventaja adicional de admitir aplicaciones nativas además de un navegador. Tony Bradley de PC World escribió en noviembre de 2009:
Ya podemos hacer la mayoría, si no todo, de lo que ChromeOS promete ofrecer. Con una netbook basada en Windows 7 o Linux, los usuarios simplemente no pueden instalar nada más que un navegador web y conectarse a la amplia gama de productos de Google y otros servicios y aplicaciones basados en la web. Los netbooks han tenido éxito en capturar el mercado de PC de gama baja, y actualmente brindan una experiencia informática centrada en la web. No estoy seguro de por qué deberíamos emocionarnos de que dentro de un año podamos hacer lo mismo, pero bloqueados para hacerlo desde el navegador web del cuarto lugar.
En 2016, las Chromebooks fueron las computadoras más populares en el mercado educativo K-12 de Estados Unidos.
Para 2017, el navegador Chrome se había convertido en el navegador número uno utilizado en todo el mundo.
En 2020, los Chromebook se convirtieron en el segundo sistema operativo orientado al usuario final más popular (con un crecimiento del 6,4 % en 2019 al 10,8 % en 2020). La mayor parte del crecimiento se produjo a expensas de Windows (que cayó del 85,4 % en 2019 al 80,5 % en 2021).

### Relación con Android
La oferta de Google de dos sistemas operativos de código abierto, Android y ChromeOS, ha generado algunas críticas a pesar de la similitud entre esta situación y la de los dos sistemas operativos de Apple Inc: macOS e iOS. Steve Ballmer, entonces CEO de Microsoft, acusó a Google de no poder decidirse. Steven Levy escribió que "la disonancia entre los dos sistemas fue evidente" en Google I/O 2011. El evento contó con una conferencia de prensa diaria en la que cada líder de equipo, Andy Rubin de Android y Sundar Pichai de Chrome, "trató de explicar de manera poco convincente por qué los sistemas no eran competitivos". El cofundador de Google, Sergey Brin, abordó la pregunta diciendo que poseer dos sistemas operativos prometedores era "un problema que a la mayoría de las empresas les encantaría enfrentar".  Brin sugirió que los dos sistemas operativos "probablemente convergerán con el tiempo". La especulación sobre la convergencia aumentó en marzo de 2013 cuando el jefe de ChromeOS, Pichai, reemplazó a Rubin como vicepresidente senior a cargo de Android, lo que puso a Pichai a cargo de ambos..
La relación entre Android y ChromeOS se hizo más estrecha en Google I/O 2014, donde los desarrolladores demostraron el software Android nativo que se ejecuta en ChromeOS a través de un tiempo de ejecución basado en Native Client. En septiembre de 2014, Google presentó una versión beta de App Runtime for Chrome (ARC), que permite usar aplicaciones de Android seleccionadas en ChromeOS, utilizando un entorno basado en Native Client que proporciona las plataformas necesarias para ejecutar software androide Las aplicaciones de Android no requieren ninguna modificación para ejecutarse en ChromeOS, pero pueden modificarse para admitir mejor un entorno de mouse y teclado. En su presentación, la compatibilidad con ChromeOS solo estaba disponible para aplicaciones de Android seleccionadas. En octubre de 2015, The Wall Street Journal informó que ChromeOS se incorporaría a Android para que en 2017 resultara un solo sistema operativo. El sistema operativo resultante sería Android, pero se expandiría para ejecutarse en computadoras portátiles. Google respondió que si bien la empresa "ha estado trabajando en formas de reunir lo mejor de ambos sistemas operativos, no hay ningún plan para eliminar ChromeOS".
En 2016, Google introdujo la capacidad de ejecutar aplicaciones de Android en dispositivos ChromeOS compatibles, con acceso a Google Play en su totalidad. La solución anterior basada en Native Client se descartó en favor de un contenedor que contiene los marcos de trabajo y las dependencias de Android (inicialmente basado en Android Marshmallow ), que permite que las aplicaciones de Android tengan acceso directo a la plataforma ChromeOS y permite que el sistema operativo interactúe con los contratos de Android como como compartir. El director de ingeniería, Zelidrag Hornung, explicó que ARC se había descartado debido a sus limitaciones, incluida su incompatibilidad con el kit de herramientas de desarrollo nativo de Android (NDK), y que no pudo pasar el conjunto de pruebas de compatibilidad de Google.